# Mademoiselle Duval
Pour les articles homonymes, voir Duval.
Mademoiselle Duval (1718 - après 1775) est une compositrice française du XVIIIe siècle qui a composé le deuxième opéra d'une femme jamais joué à l'Opéra de Paris.

## Biographie
Mlle Duval, dont le prénom est inconnu, était une compositrice et danseuse ainsi qu'une claveciniste accomplie. Une lettre au Journal des nouvelles de Paris en 1736 rapporte qu'elle était connue sous le nom de La Légende parce qu'elle était une enfant illégitime, indiquant peut-être que Duval était un nom de scène. Elle est peut-être la même personne qu'une compositrice française du XVIIIe siècle identifiée comme Louise Duval (1704-1799), bien que leurs dates de naissance et de décès ne semblent pas correspondre.
Une grande partie de ce que l'on sait de la vie de Mlle Duval provient de mentions dans des récits contemporains ; par exemple, sa date de naissance est déduite d'une lettre indiquant qu'elle avait 18 ans en 1736, l'année où elle a composé son œuvre la plus connue, l'opéra-ballet Les Génies, ou les Caractères de l'amour,. Le livret des Génies a été écrit dans le style du ballet héroïque par Fleury de Lyon et sa publication a été parrainée par le prince de Carignan. Cette œuvre est créée à l'Opéra de Paris en octobre 1736, devenant le deuxième opéra composé par une femme à y être joué ; le premier avait été Céphale et Procris de Jacquet de la Guerre quarante ans plus tôt, le suivant sera Tibulle et Délie de Mademoiselle Beaumesnil en 1784. Les Génies ont eu neuf représentations, la musique étant louée par les critiques et Mlle Duval étant décrite comme une compositrice « jeune avec beaucoup de talent,. » Le Mercure de France rapporte qu'elle a accompagné l'intégralité de son opéra au clavecin,.
Une autre de ses compositions est le duo Du Dieu qui fait aimer, publié en 1736.
Un autre air, Tout ce que je vois me rappelle, qui lui avait été attribué, est désormais attribué à Marie-Élisabeth Cléry.
Une source indique qu'elle s'est produite à l'Académie royale de musique et a pris sa retraite avec une pension substantielle, tandis qu'une autre la note comme une ancienne actrice et danseuse surnuméraire à l'Opéra de Paris. Cependant, comme le nom Duval est un nom courant en France, il n'est pas certain que toutes ces sources fassent référence à la compositrice.
La date de décès de Mlle Duval est incertaine : une source la fait mourir dès 1769 à Paris, mais une source plus détaillée la déclare vivante en 1775.

## Œuvres
- « Les Génies ou les Caractères de l'amour » (partition libre de droits), sur l'IMSLP. (opéra-ballet)
- Du Dieu qui fait aimer (duo)

## Discographie
Son opéra Les Génies a été travaillé et complété par le Centre de musique baroque de Versailles, le festival baroque de Sablé, l'ensemble Il Caravaggio et Benoît Dratwicki. Ce travail a été enregistré en 2024  (EAN 3760385430232).